# Puertoricovireo
Puertoricovireo (Vireo latimeri) är en fågel i familjen vireor inom ordningen tättingar.

## Utbredning och systematik
Fågeln förekommer främst på kalkstenskullar i västra och centrala Puerto Rico. Den behandlas som monotypisk, det vill säga att den inte delas in i några underarter.

## Status
Trots det begränsade utbredningsområdet och att den tros minska i antal anses beståndet vara livskraftigt av internationella naturvårdsunionen IUCN.